# Lathys sexoculata
Lathys sexoculata là một loài nhện trong họ Dictynidae.
Loài này thuộc chi Lathys. Lathys sexoculata được miêu tả năm 1984 bởi Seo & Sohn.